# Selección de fútbol sub-23 de la India
La Selección de fútbol sub-23 de la India es la selección que representa a India en los torneos menores de 23 años y es controlada por la All India Football Federation. Como miembro de la Confederación Asiática de Fútbol es elegible para clasificar a los Juegos Olímpicos, la Copa Asiática Sub-23 de la AFC y los Juegos Asiáticos.

## Palmarés
- LG Cup (1): 2002[5]

## Participaciones

### Juegos Olímpicos
| Récord Olímpico                                                                               | Récord Olímpico             | Récord Olímpico             | Récord Olímpico             | Récord Olímpico             | Récord Olímpico             | Récord Olímpico             | Récord Olímpico             | Récord Olímpico             |                             | Récord Eliminatorio         | Récord Eliminatorio         | Récord Eliminatorio         | Récord Eliminatorio         | Récord Eliminatorio         | Récord Eliminatorio         |                             |
| Sede/Año                                                                                      | Resultado                   | Posición                    | J                           | G                           | E                           | P                           | GF                          | GC                          | J                           | G                           | E                           | P                           | GF                          | GC                          |                             |                             |
| --------------------------------------------------------------------------------------------- | --------------------------- | --------------------------- | --------------------------- | --------------------------- | --------------------------- | --------------------------- | --------------------------- | --------------------------- | --------------------------- | --------------------------- | --------------------------- | --------------------------- | --------------------------- | --------------------------- | --------------------------- | --------------------------- |
| 1908−1988                                                                                     | Véase la selección absoluta | Véase la selección absoluta | Véase la selección absoluta | Véase la selección absoluta | Véase la selección absoluta | Véase la selección absoluta | Véase la selección absoluta | Véase la selección absoluta | Véase la selección absoluta | Véase la selección absoluta | Véase la selección absoluta | Véase la selección absoluta | Véase la selección absoluta | Véase la selección absoluta | Véase la selección absoluta | Véase la selección absoluta |
| 1992                                                                                          | No clasificó                | No clasificó                | No clasificó                | No clasificó                | No clasificó                | No clasificó                | No clasificó                | No clasificó                | No clasificó                | 4                           | 0                           | 1                           | 3                           | 3                           | 7                           |                             |
| 1996                                                                                          | No clasificó                | No clasificó                | No clasificó                | No clasificó                | No clasificó                | No clasificó                | No clasificó                | No clasificó                | No clasificó                | 4                           | 2                           | 0                           | 2                           | 8                           | 7                           |                             |
| 2000                                                                                          | No clasificó                | No clasificó                | No clasificó                | No clasificó                | No clasificó                | No clasificó                | No clasificó                | No clasificó                | No clasificó                | 2                           | 0                           | 1                           | 1                           | 0                           | 2                           |                             |
| 2004                                                                                          | No clasificó                | No clasificó                | No clasificó                | No clasificó                | No clasificó                | No clasificó                | No clasificó                | No clasificó                | No clasificó                | 2                           | 1                           | 0                           | 1                           | 1                           | 2                           |                             |
| 2008                                                                                          | No clasificó                | No clasificó                | No clasificó                | No clasificó                | No clasificó                | No clasificó                | No clasificó                | No clasificó                | No clasificó                | 8                           | 0                           | 3                           | 5                           | 3                           | 13                          |                             |
| 2012                                                                                          | No clasificó                | No clasificó                | No clasificó                | No clasificó                | No clasificó                | No clasificó                | No clasificó                | No clasificó                | No clasificó                | 4                           | 1                           | 2                           | 1                           | 5                           | 6                           |                             |
| Desde 2016 el AFC U-23 Championship es la eliminatoria asiática (clasifican los mejores tres) |                             |                             |                             |                             |                             |                             |                             |                             |                             |                             |                             |                             |                             |                             |                             |                             |
| 2016                                                                                          | No clasificó                | No clasificó                | No clasificó                | No clasificó                | No clasificó                | No clasificó                | No clasificó                | No clasificó                | No clasificó                | no clasificó                | no clasificó                | no clasificó                | no clasificó                | no clasificó                | no clasificó                |                             |
| 2020                                                                                          | No clasificó                | No clasificó                | No clasificó                | No clasificó                | No clasificó                | No clasificó                | No clasificó                | No clasificó                | No clasificó                | No clasificó                | No clasificó                | No clasificó                | No clasificó                | No clasificó                | No clasificó                |                             |
| 2024                                                                                          | Por jugarse                 | Por jugarse                 | Por jugarse                 | Por jugarse                 | Por jugarse                 | Por jugarse                 | Por jugarse                 | Por jugarse                 | Por jugarse                 | Por jugarse                 | Por jugarse                 | Por jugarse                 | Por jugarse                 | Por jugarse                 | Por jugarse                 |                             |
| Total                                                                                         | 0 / 8                       | 0 Títulos                   | 0                           | 0                           | 0                           | 0                           | 0                           | 0                           |                             | 24                          | 4                           | 7                           | 13                          | 20                          | 37                          |                             |

### Copa Asiática Sub-23
| Récord   | Récord       | Récord       | Récord       | Récord       | Récord       | Récord       | Récord       | Récord       |    | Récord Clasificatorio | Récord Clasificatorio | Récord Clasificatorio | Récord Clasificatorio | Récord Clasificatorio | Récord Clasificatorio |
| Sede/Año | Resultado    | Posición     | J            | G            | E            | P            | GF           | GC           | J  | G                     | E                     | P                     | GF                    | GC                    |                       |
| -------- | ------------ | ------------ | ------------ | ------------ | ------------ | ------------ | ------------ | ------------ | -- | --------------------- | --------------------- | --------------------- | --------------------- | --------------------- | --------------------- |
| 2014     | No clasificó | No clasificó | No clasificó | No clasificó | No clasificó | No clasificó | No clasificó | No clasificó | 5  | 2                     | 1                     | 2                     | 11                    | 10                    |                       |
| 2016     | No clasificó | No clasificó | No clasificó | No clasificó | No clasificó | No clasificó | No clasificó | No clasificó | 3  | 0                     | 1                     | 2                     | 0                     | 6                     |                       |
| 2018     | No clasificó | No clasificó | No clasificó | No clasificó | No clasificó | No clasificó | No clasificó | No clasificó | 3  | 1                     | 0                     | 2                     | 3                     | 4                     |                       |
| 2020     | No clasificó | No clasificó | No clasificó | No clasificó | No clasificó | No clasificó | No clasificó | No clasificó | 2  | 0                     | 0                     | 2                     | 0                     | 5                     |                       |
| 2022     | No clasificó | No clasificó | No clasificó | No clasificó | No clasificó | No clasificó | No clasificó | No clasificó | 3  | 1                     | 1                     | 1                     | 2                     | 2                     |                       |
| Total    | 0/5          | 0 Títulos    | 0            | 0            | 0            | 0            | 0            | 0            | 16 | 4                     | 3                     | 9                     | 16                    | 27                    |                       |

### Juegos Asiáticos
| Asian Games record | Asian Games record          | Asian Games record          | Asian Games record          | Asian Games record          | Asian Games record          | Asian Games record          | Asian Games record          | Asian Games record          |
| Sede/Año           | Resultado                   | Posición                    | J                           | G                           | E                           | P                           | GF                          | GC                          |
| ------------------ | --------------------------- | --------------------------- | --------------------------- | --------------------------- | --------------------------- | --------------------------- | --------------------------- | --------------------------- |
| Selección absoluta |                             |                             |                             |                             |                             |                             |                             |                             |
| 1951 – 1998        | Véase la selección absoluta | Véase la selección absoluta | Véase la selección absoluta | Véase la selección absoluta | Véase la selección absoluta | Véase la selección absoluta | Véase la selección absoluta | Véase la selección absoluta |
| Selección U-23     |                             |                             |                             |                             |                             |                             |                             |                             |
| 2002               | Fase de grupos              | 10.º                        | 3                           | 2                           | 0                           | 1                           | 6                           | 3                           |
| 2006               | Fase de grupos              | 14.º                        | 3                           | 1                           | 1                           | 1                           | 3                           | 4                           |
| 2010               | Segunda ronda               | 14.º                        | 4                           | 1                           | 0                           | 3                           | 5                           | 10                          |
| 2014               | Fase de grupos              | 26.º                        | 2                           | 0                           | 0                           | 2                           | 0                           | 7                           |
| 2018               | No participó                | No participó                | No participó                | No participó                | No participó                | No participó                | No participó                | No participó                |
| 2022               | Por jugarse                 | Por jugarse                 | Por jugarse                 | Por jugarse                 | Por jugarse                 | Por jugarse                 | Por jugarse                 | Por jugarse                 |
| Total              | 4/5                         | 0 Títulos                   | 12                          | 4                           | 1                           | 7                           | 14                          | 24                          |

### Juegos del Sudeste Asiático
| South Asian Games record | South Asian Games record    | South Asian Games record    | South Asian Games record    | South Asian Games record    | South Asian Games record    | South Asian Games record    | South Asian Games record    | South Asian Games record    |
| Sede/Año                 | Resultado                   | Posición                    | J                           | G                           | E                           | P                           | GF                          | GC                          |
| ------------------------ | --------------------------- | --------------------------- | --------------------------- | --------------------------- | --------------------------- | --------------------------- | --------------------------- | --------------------------- |
| Selección absoluta       |                             |                             |                             |                             |                             |                             |                             |                             |
| 1984–1999                | Véase la selección absoluta | Véase la selección absoluta | Véase la selección absoluta | Véase la selección absoluta | Véase la selección absoluta | Véase la selección absoluta | Véase la selección absoluta | Véase la selección absoluta |
| Selección U-23           |                             |                             |                             |                             |                             |                             |                             |                             |
| 2004                     | Medalla de plata            | 2.º                         | 5                           | 3                           | 1                           | 1                           | 7                           | 2                           |
| 2006                     | Semifinales                 | 4.º                         | 5                           | 1                           | 3                           | 1                           | 4                           | 5                           |
| 2010                     | Semifinales                 | 4.º                         | 5                           | 1                           | 2                           | 2                           | 5                           | 3                           |
| 2016                     | Medalla de plata            | 2.º                         | 4                           | 2                           | 0                           | 2                           | 7                           | 5                           |
| 2019                     | No participó                | No participó                | No participó                | No participó                | No participó                | No participó                | No participó                | No participó                |
| 2024                     | Por jugarse                 | Por jugarse                 | Por jugarse                 | Por jugarse                 | Por jugarse                 | Por jugarse                 | Por jugarse                 | Por jugarse                 |
| Total                    | 4/5                         | 0 Títulos                   | 19                          | 7                           | 6                           | 6                           | 23                          | 15                          |